# Villa Ehrler
Villa Ehrler (čp. 581) je nejstarší vila na Prunéřovském předměstí v Kadani. Nachází se na rohu ulic Kapitána Jaroše (dříve Nádražní třída) a Jungmannova. Výstavba vily byla dokončena roku 1882. Zadavatelem projektu byl JUDr. Rudolf Ehrler, adjunkt c. k. okresního soudu v Kadani. Projekt vypracoval a realizaci provedl kadaňský architekt a stavitel Josef Peter.

## Historie

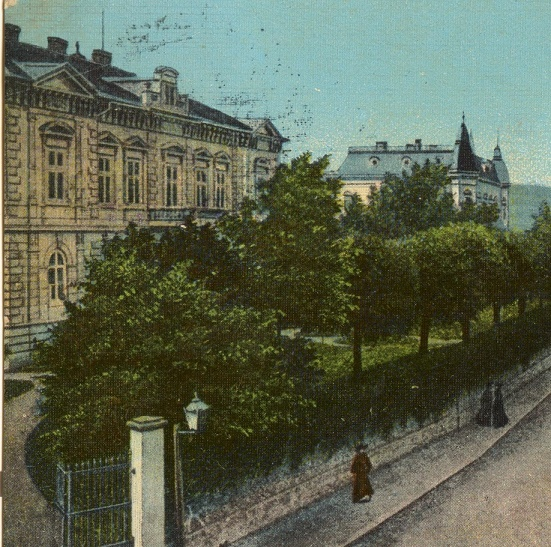
Villa Ehrler (Kpt. Jaroše čp. 581, Kadaň) - kolorovaná fotografie okolo roku 1910

### Výstavba
Villa Ehrler je vystavěna v novorenesančním stylu. Byla vůbec první budovou tehdy nově vznikající Nádražní třídy a snad nejstarší kadaňskou vilou zasluhující si takové označení. Projekt vyhotovil roku 1881 kadaňský stavitel Josef Peter. Reprezentativní rezidence byla téměř dokončena již toho roku, poslední úpravy se však uskutečnily až na počátku roku 1882.

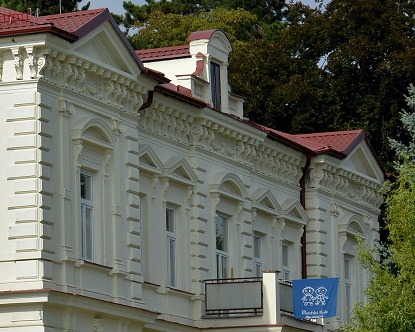
Villa Ehrler (Kpt. Jaroše čp. 581, Kadaň) - detail

### Majitelé
Prvním majitelem vily byl Rudolf Ehrler. V době, kdy byla vila postavena, měl již za sebou poměrně pestrou soudní kariéru. Poté, co úspěšně absolvoval právnickou fakultu Karlo-Ferdinandovy university v Praze, nastoupil roku 1874 jako právní praktikant na c. k. český vrchní zemský soud v Praze. Formálně zůstával stále auskultantem a připravoval se na složení soudnických zkoušek. V roce 1875 byl vídeňským ministrem spravedlnosti Juliem Antonem Glaserem (rodákem z Postoloprt) jmenován do funkce adjunkta c. k. okresního soudu v Žatci. Téhož roku byl také na krátko přeložen k soudu v západočeské Přimdě. Roku 1876 je kadaňský soudní adjunkt JUDr. Franz Heidl přeložen do jihočeských Volar jako nový okresní soudce a na jeho místo v Kadani nastupuje Rudolf Ehrler. Funkci adjunkta pak u c. k. okresního soudu v Kadani zastává po dobu osmnácti let. Přestože zřejmě plánoval v Kadani zůstat, funkce adjunkta, tedy pomocného soudního úředníka bez pravomoci k samostatnému rozhodování, mu neumožňovala kariérní růst, a tak se roku 1894 nechává přeložit k c. k. okresnímu soudu do Cvikova u České Lípy, kde je pak nejpozději roku 1902 uváděn jako jeho předseda.
Před odchodem z Kadaně vilu prodává Josefu Hofmannovi (1856-1936), rodáku z Hůrky u Doupova na Kadaňsku, absolventu Karlo-Ferdinandovy university v Praze a kadaňskému gymnasiálnímu profesorovi. Josef Hofmann na gymnasiu v Kadani vyučoval latinu, řečtinu a němčinu, rovněž spravoval školní knihovnu a numismatickou sbírku. Zároveň byl také správcem knihovny Studentského podpůrného spolku. Zastával také funkci konzervátora c. k. Centrální komise pro památkovou péči. Když roku 1910 městská rada rozhodla o odstranění všech tří kašen na hlavním kadaňském náměstí, Hofmann tehdy přímo přes následníka trůnu arcivévody Františka Ferdinanda d'Este vyjednal kompromis o zachování největší z nich, barokní Šlikovy kašny.
Když roku 1916 odešel Josef Hofmann do penze, obdržel čestný titul školního rady a byl pověřen uspořádáním kadaňského městského archivu. Téhož roku ve vile umírá ředitel kadaňské měšťanské školy a učitel Wenzl Russe, jehož rodina zde žila v nájmu. V penzi se Hofmann stává regionálním historikem a vlastivědcem a v období mezi lety 1922 až 1935 mnohokráte publikuje články ve vlastivědné příloze místního listu Kaadner Zeitung a v regionálním časopise Erzgebirgs-Zeitung. Po jeho smrti roku 1936 je část tehdejší Jahnovy ulice pojmenována po něm – Hofmannova. Roku 1945 byla přejmenována na ulici 5. května.
V letech 1936 až 1945 je vila majetkem fabrikanta Friedricha Dölla, vlastníka kaolinových a šamotových závodů v Kadani. Tehdy je vila označována také jako Villa Döll. Jeho podnik byl již roku 1922 po fúzi s vídeňskou firmou Petzold & Comp. přejmenován na Petzold-Döll Werke Kaaden.
Hned po Druhé světové válce byla vila zkonfiskována československým státem. Friedrich Döll byl roku 1945 jako český Němec odsunut transportem do okupačních zón poraženého Německa.